# Robert Charles Wilson
Robert Charles Wilson (n. 15 decembrie 1953) este un scriitor canadian de science fiction.

## Viața
Wilson s-a născut în Statele Unite, în California, dar a crescut în apropiere de Toronto, Ontario. În afara unei alte perioade scurte de la începutul anilor '70, petrecută în Whittier, California, el și-a trăit majoritatea vieții în Canada și, în 2007, a devenit cetățean al acestei țări. A locuit o vreme în Nanaimo, Columbia Britanică și, pentru o scurtă perioadă de timp, în Vancouver. Acum locuiește în Concord, Ontario, la nord de Toronto. Are doi fii, Paul și Devon.

## Cariera literară
Opera sa a câștigat premiul Hugo (pentru romanul Turbion), premiul memorial John W. Campbell (pentru romanul Cronoliții), premiul memorial Theodore Sturgeon (pentru nuveleta "The Cartesian Theater"), trei premii Aurora (pentru romanele Blind Lake și Darwinia și povestirea "The Perseids"), și premiul Philip K. Dick (pentru romanul Mysterium). Julian Comstock: A Story of 22nd-Century America a fost nominalizat în 2010 la premiul Hugo pentru "Cel mai bun roman".
Pe lângă romanele de mai jos, el este autorul culegerii de povestiri The Perseids and Other Stories. Prima lucrare i-a fost publicată în numărul din februarie 1975 din Analog Science Fiction, sub numele de Bob Chuck Wilson. Mai târziu a colaborat la reviste ca F&SF, IASFM, Realms of Fantasy sau Northern Stars.
Stephen King l-a numit pe Wilson "probabil cel mai bun scriitor science fiction care scrie în ziua de azi".
Agentul literar al lui Wilson este Shawna McCarthy. Cele mai noi cărți ale lui (inclusiv Blind Lake, Turbion și Axa) au fost publicate de Teresa Nielsen Hayden de la Tor Books.
Turbion este prima carte a unei trilogii care se continuă cu Axa și se finalizează în Vortex. Turbion a câștigat premiul Hugo pentru "Cel mai bun roman" în 2006.
Nuvela Julian: A Christmas Story (2006) a fost publicată de PS Publishing în 2007 și a fost finalistă a premiului Hugo. O versiune extinsă la lungimea unui roman, Julian Comstock: A Story of 22nd-Century America, a fost publicată de Tor în 2009.

### SeriaTurbion
- Spin (2005) - câștigător al premiului Hugo pentru "Cel mai bun roman", nominalizat la premiile Campbell și Locus SF, 2006[5]; în 2006 a câștigat premiul Geffen pentru "Cea mai bună traducere SF din Israel în 2006"

ro. Turbion (traducere Ana-Veronica Mircea) - Editura Nemira, 2008
- Axis (2007) - nominalizat la premiul John W. Campbell, 2008[10].

ro. Axa (traducere Ana-Veronica Mircea) - Editura Nemira, 2010
- Vortex (2011)

ro. Vortex (traducere Silviu Genescu) - Editura Nemira, 2014

### Romane de sine stătătoare
- A Hidden Place (1986) - nominalizat la premiul Philip K. Dick pentru "Cel mai bun roman", 1986[11]
- Memory Wire (1987)
- Gypsies (1988)
- The Divide (1990)
- A Bridge of Years (1991) - nominalizat la premiul Philip K. Dick pentru "Cel mai bun roman", 1991[12].
- The Harvest (1992)
- Mysterium (1994) - câștigător al premiului Philip K. Dick pentru "Cel mai bun roman", 1994[7].
- Darwinia (1998) - nominalizat la premiile Hugo și Locus pentru "Cel mai bun roman", 1999[13].
- Bios (1999)
- The Chronoliths (2001) - câștigător al premiului Campbell, nominalizat la premiile Hugo și Locus SF pentru "Cel mai bun roman", 2001[14].

ro. Cronoliții (traducere Mihai Dan Pavelescu) - editura Trei, 2012
- Blind Lake (2003) - nominalizat la premiul Hugo pentru "Cel mai bun roman", 2004[15].
- Julian Comstock: A Story of 22nd-Century America (2009)
- Burning Paradise (2013)

## Culegeri de povestiri
- The Perseids and Other Stories (2000)